# On m'appelle Providence
Pour plus de détails, voir Fiche technique et Distribution.
On m'appelle Providence (titre original : La vita, a volte, è molto dura, vero Provvidenza?) est un film italo-franco-allemand réalisé par Giulio Petroni et sorti en 1972.
Le film a connu une suite, On remet ça, pas vrai Providence ?, réalisée par Alberto De Martino.

## Synopsis
Chasseur de primes, Providence a trouvé un moyen de faire fortune : Il trimbale Kid, un truand qu'il remet au shérif puis qu'il fait évader le soir même pour le remettre au shérif voisin. Mais un jour, Kid parvient à s'évader sans l'aide de Providence…

## Fiche technique
- Titre original : La vita, a volte, è molto dura, vero Provvidenza?
- Réalisation : Giulio Petroni
- Scénario : Franco Castellano, Günter Ebert, Antonio Marino, Giuseppe Moccia, Antoinette Pellevant, Giulio Petroni et Piero Regnoli
- Directeur de la photographie : Alessandro D'Eva
- Montage : Nino Baragli
- Musique originale : Ennio Morricone
- Genre : western spaghetti, comédie
- Format : 35 mm couleur Technicolor, mono, rapport de forme : 2.35 : 1
- Pays :  Italie,  France et  Allemagne de l'Ouest
- Durée : 90 minutes
- Date de sortie :
  - Italie : 26 octobre 1972
  - Allemagne de l'Ouest : 29 décembre 1972
  - France : 31 mai 1973

## Distribution
- Tomás Milián (VF : Dominique Paturel) : Providence (Provvidenza en VO)
- Gregg Palmer (VF : Claude Bertrand) : Ouragan Kid (Hurricane 'Kid' Smith en VO)
- Janet Ågren : Stella
- Dieter Eppler (VF : William Sabatier) : le shérif Howard Pendleton
- Stelio Candelli (VF : Henry Djanik) : le colonel Arthur James
- Gabriella Giorgelli (VF : Perrette Pradier) : la sœur
- Hans Terofal (VF : Henri Crémieux) : Horace Timothée (Horatio Timothy en VO)
- Maurice Poli (VF : Jacques Thébault) : le shérif Keensburg
- Renzo Marignano (VF : Philippe Dumat) : le prêtre
- Ken Wood (VF : Jacques Richard) : l'adversaire de Providence
- Claude Berthy (VF : Raoul Curet) : le boutiquier
- Carla Mancini : la femme dans le bain
- Paul Müller : M. Summitt
- Mike Bongiorno : le colonel Mike Goodmorning (non crédité)
- Angelo Casadei (VF : Robert Le Béal) : le patron du saloon (non crédité)

## À noter
Ce film est le premier dont le titre français s'inspire de celui d'un autre film : On l'appelle Trinita d'Enzo Barboni.